# Wren (Ohio)
Wren ist ein Village im Van Wert County des US-Bundesstaats Ohio in den Vereinigten Staaten von Amerika.

## Geographie

### Geographische Lage
Wren liegt im Nordwesten von Ohio nahe der Grenze zum Bundesstaat Indiana, und damit im Central Lowland der Interior Plains. Die Region ist ohne größere Erhebungen mit insgesamt leicht gen Eriesee abfallendem Terrain. Die Böden werden intensiv landwirtschaftlich genutzt. Südlich von Wren, aber außerhalb des Ortsgebiets, verläuft ein Bach namens Twentysevenmile Creek, der etwa fünf Kilometer südwestlich von Wren in den St. Marys River mündet.

### Nachbargemeinden
Das Village Wren wird vollständig vom Township Willshire umschlossen. Etwa 1,5 km westlich des Orts beginnt Indiana. Fort Wayne liegt etwa 45 km nordwestlich von Wren, Lima rund 60 km östlich.

## Geschichte
In den späten 1870er-Jahren errichtete die Chicago & Atlantic Railway eine von Marion und Lima Richtung Westen führende Bahnstrecke, die Anfang der 1880er-Jahre Chicago erreichte. Ab 1895 war sie Teil des Erie-Railroad-Konzerns und dessen Hauptstrecke nach Chicago.
Mit dem Eisenbahnbau wurde nahe der Staatsgrenze zwischen Ohio und Indiana ein Laden zur Versorgung der Arbeiter errichtet, um den ab 1883 eine – nach der englischsprachigen Bezeichnung für Zaunkönige – Wren genannte Siedlung entstand. Noch im selben Jahr eröffnete der United States Postal Service dort auch ein Postamt.
Die Erie Railroad hatte sich 1960 mit einer weiteren Bahngesellschaft zur Erie Lackawanna Railroad zusammengeschlossen, musste 1972 aber dennoch Insolvenz anmelden. Sie wurde 1976 in die Auffanggesellschaft Consolidated Rail Corporation (Conrail) eingegliedert, die jedoch keine Verwendung für die durch Wren führende Strecke Marion–Chicago hatte. Für den lokalen Güterverkehr übernahm stattdessen 1978 die neu gegründete Spencerville & Elgin Railroad den Streckenteil von Lima bis zur Bundesstaatsgrenze nach Indiana westlich von Wren, während jenseits davon 1977 die Erie Western Railway den Betrieb aufgenommen hatte. Beide Bahngesellschaften tauschten in Wren Güterwagen. Nachdem allerdings die Erie Western im Juni 1979 und ihr kurzlebiger Nachfolger Chicago & Indiana Railroad Ende 1979 die Aktivitäten einstellten, wurde Wren zum westlichen Streckenendpunkt. In den 1980er-Jahren wurde die Strecke zwischen dem Weiler Glenmore westlich von Ohio City und Wren ebenfalls stillgelegt. Die Gleise wurden im Sommer 2010 abgebaut.

## Infrastruktur

### Verkehr
Die Staatsstraße Ohio State Route 49 führt in Nord-Süd-Richtung durch Wren. Der nächstgelegene Interstate Highway ist Interstate 69 bei Fort Wayne.

### Bildung
Wren liegt im Schulsprengel der Crestview Local Schools in Convoy. In Wren befindet sich keine der Schulen des Sprengels. Die öffentliche Bibliothek Brumback Library aus Van Wert unterhält eine Außenstelle in Wren.